# Mai 1763
Cette page présente les faits marquants du mois de mai 1763.

## Événements
- 7 mai : Pontiac assiège Fort Detroit (fin en 1765)[1].
- 16 mai : Lancement du HMS Albion.
- 29 mai : début du siège de Fort Pitt[2].